# 弗朗斯-阿尔贝·勒内
弗朗斯-阿尔贝·勒内（法語：France-Albert René；1935年11月16日—2019年2月27日），塞舌尔政治家。1977年—2004年，任塞舌尔总统。

## 生平
1964年，勒内创建塞舌尔人民联合党。首任总统詹姆斯·曼卡姆执政时，他出任塞舌尔总理。1977年6月5日，勒内发动政变，推翻曼卡姆政权，并继任总统。勒内上台后，推行社会主义政策。他宣称自己不是苏联式的共产主义者，而是“印度洋社会主义者”和“社会主义泛非主义者”。
1979年—1993年，勒内领导的塞舌尔人民进步阵线（1978年，塞舌尔人民联合党改名为塞舌尔人民进步阵线）是塞舌尔的唯一合法政党。他在1979年、1984年、1989年、1993年、1998年和2001年六次赢得总统选举。在他任内，塞舌尔经济迅速发展，成为非洲最发达的国家之一。
2004年，他辞去总统职务，由副总统詹姆斯·米歇尔接任。2019年2月27日，勒内在塞舌尔马埃岛去世，得年83岁。